# Tessellate
Singles de Alt-J
Breezeblocks
(2012) Something Good
(2012)
Tessellate est une chanson du groupe anglais d'indie pop Alt-J extraite de leur premier album studio An Awesome Wave. Sortie le 13 juillet 2012 sur les labels Infectious et Atlantic, la chanson a été écrite par Joe Newman, Gus Unger-Hamilton, Gwilym Sainsbury, Thom Green et produite par Charlie Andrew. 

## Liste des pistes
| 1. | Tessellate                             | 3:02 |
| 2. | Tessellate (Live At the Africa Centre) | 4:26 |
| 3. | Tessellate (Dam Mantle Remix)          | 6:17 |
| 4. | Tessellate (Anstam Remix)              | 3:58 |
| 5. | Tessellate (Marlais Remix)             | 3:53 |

## Crédits
- Alt-J (∆) – Chant
- Charlie Andrew – Production
- Joe Newman, Gus Unger-Hamilton, Gwilym Sainsbury, Thom Green – Composition
- Infectious Music – Label

## Classements
| Classement (2012–13)                   | Meilleure position |
| -------------------------------------- | ------------------ |
| Belgique (Flandre Ultratop 50 Singles) | 74                 |
| Canada (Albums rock, Billboard)        | 46                 |
| Royaume-Uni (Official Charts Company)  | 120                |
| Royaume-Uni (UK Indie Chart)           | 6                  |
| États-Unis (Hot Rock Songs)            | 43                 |
| États-Unis (Rock Airplay)              | 33                 |
| États-Unis (Alternative Songs)         | 19                 |

## Historique des sorties
| Pays        | Date            | Format                 | Label            |
| ----------- | --------------- | ---------------------- | ---------------- |
| Royaume-Uni | 13 juillet 2012 | Téléchargement digital | Infectious Music |